# Marchin
Marchin är en kommun i Belgien.   Den ligger i provinsen Liège och regionen Vallonien, i den sydöstra delen av landet, 80 km sydost om huvudstaden Bryssel. Antalet invånare är 5 269.
Trakten runt Marchin består till största delen av jordbruksmark. Runt Marchin är det ganska tätbefolkat, med 104 invånare per kvadratkilometer.